# Rachel Skarsten
Rachel Alice Marie Skarsten (Toronto, 23 de abril de 1985),  é uma atriz canadense que ficou conhecida por seu papel como Dinah Lance na série Birds of Prey, além de dar vida as personagens Tamsin em Lost Girl, Elizabeth I da Inglaterra em Reign e Beth Kane/Alice na série Batwoman da The CW.

## Vida e Carreira
Rachel Alice Marie Skarsten nasceu em 23 de abril de 1985 em Toronto, capital da província de Ontário, Canadá. Filha do norueguês Stan Skarsten e da canadense de descendência inglesa Mary Aileen Self Skarsten, ela tem um irmão mais novo chamado Jonathan Skarsten.
Rachel estudou ballet na Toronto Royal Academy of Dance por 12 anos e instrumentos musicais no Claude Watson School, onde se formou em artes visuais e foi violoncelista na orquestra da escola. Ela continuou no Programa de Artes Claude Watson na Earl Haig Secondary School das séries 9 a 12, com especialização em artes visuais.
Depois de ser descoberta por um agente em um memorial para seu pai, ela foi escalada para interpretar Elisabeth "Bess" Lawrence na série Little Men, antes de conseguir seu "grande momento" como protagonista da série de televisão Birds of Prey da Warner Brothers, dando vida a personagem Dinah Lance, filha da Canário Negro. Ela também é uma ávida atleta de trampolim, gosta de tocar flautim, esquiar, patinar, nadar e atuou como goleira em um time de hóquei que venceu os campeonatos da cidade de Toronto.
Após o término das filmagens de Birds of Prey, Skarsten deixou Los Angeles e retornou ao Canadá, onde concluiu um duplo diploma em Literatura Inglesa e Estudos Clássicos na Queen's University, em Kingston, Ontário. Depois disso, ela voltou a atuar com arcos no The LA Complex, Flashpoint e The Listener, além de trabalhar em independentes canadenses como Servitude e Two Hands to Mouth. Ela interpretou Andrea na adaptação cinematográfica de Fifty Shades of Grey. Atualmente, ela aparece como Beth Kane/Alice, a principal antagonista e vilã da série de televisão Batwoman, cujo passado sombrio a transformou em uma maniaca assassina que pretende destruir a segurança de Gotham City.
Em 12 de maio de 2020, Rachel anunciou em sua conta do Instagram que havia se casado recentemente com seu namorado, Alexandre Robicquet, em particular.

## Filmografia
| Filmes    | Filmes                                 | Filmes                             | Filmes                                                     |
| Ano       | Título                                 | Papel                              | Notas                                                      |
| --------- | -------------------------------------- | ---------------------------------- | ---------------------------------------------------------- |
| 1999      | Justice                                | Atriz                              | Filme para a TV                                            |
| 2000      | Angels in the Infield                  | Brigitte                           | Filme para a TV                                            |
| 2001      | Jewel                                  | Raylene Hilburn (aos 14)           | Filme para a TV                                            |
| 2002      | Virginia's Run                         | Caroline Lofton                    |                                                            |
| 2003      | Fear of the Dark                       | Heather Fontaine                   |                                                            |
| 2007      | Jack Brooks: Monster Slayer            | Eve                                |                                                            |
| 2007      | American Pie Presents: Beta House      | Sharon                             |                                                            |
| 2010      | Made... The Movie                      | Andi                               | Filme para a TV                                            |
| 2011      | Awakening                              | Leila                              | Filme para a TV                                            |
| 2011      | Servitude                              | Alex                               |                                                            |
| 2012      | The Vow                                | Rose                               |                                                            |
| 2012      | Two Hands to Mouth                     | Leah Whitefield                    |                                                            |
| 2013      | Lost Girl: An Evening at the Clubhouse | Ela mesma                          | Filme para a TV                                            |
| 2014      | In My Dreams                           | Jessa                              | Filme para a TV                                            |
| 2015      | Fifty Shades of Grey                   | Andrea, a assistente de Christian. |                                                            |
| 2015      | The Red Dress                          | Patricia                           | Filme para a TV                                            |
| 2017      | Molly's Game                           | Leah                               |                                                            |
| 2017      | Marry Me At Christmas                  | Madeline Krug                      | Filme para a TV                                            |
| 2018      | Acquainted                             | Claire                             | Pós-produção                                               |
| 2019      | Timeless Love                          | Megan                              |                                                            |
| Televisão |                                        |                                    |                                                            |
| Ano       | Título                                 | Papel                              | Notas                                                      |
| 1998      | The Famous Jett Jackson                | Mickey Twitty                      | Episódio: "Vootle-Muck-a-Heey"                             |
| 1998–1999 | Little Men                             | Elizabeth "Bess" Lawrence          | Papel principal, 24 episódios                              |
| 2000      | Twice in a Lifetime                    | Julie Adams                        | Episódio: "Curveball"                                      |
| 2001      | Screech Owls                           | Suki Sutherland                    | Episódio: "A Star Is Gone"                                 |
| 2002      | POV Sports on CBC                      | Ciência do Esporte/Anfitriã        |                                                            |
| 2002      | Tracker                                | Jamie Swenson                      | Episódio: "The Miracle"                                    |
| 2002–2003 | Birds of Prey                          | Dinah Lance                        | Principal                                                  |
| 2003      | Missing                                | Brittney Moore                     | Episódio: "Basic Training"                                 |
| 2005      | Category 7: The End of the World       | Lyra Duffy                         | Minissérie                                                 |
| 2011      | Flashpoint                             | Natalie Braddock                   | 4 episódios                                                |
| 2011–2012 | The Listener                           | Elyse                              | 3 episódios                                                |
| 2012      | The L.A. Complex                       | Roxanne                            | 3 episódios                                                |
| 2012      | Transporter: The Series                | Delia                              | Episódio: "The General's Daughter"                         |
| 2012      | Beauty & the Beast                     | Brook                              | Episódio: "Worth" and "Bridesmaid Up!"                     |
| 2013–2015 | Lost Girl                              | Tamsin                             | Elenco Regular                                             |
| 2015–2017 | Reign                                  | Elizabeth I da Inglaterra          | 2ª temporada: convidada 3ª e 4ª temporada: papel principal |
| 2017      | Wynonna Earp                           | Eliza Shapiro                      | Episódio: "Steel Bars and Stone Walls"                     |
| 2018      | Imposters                              | Poppy Langmore                     | Recorrente                                                 |
| 2019–2022 | Batwoman                               | Beth Kane / Alice                  | Elenco Principal                                           |

## Prêmios e indicações
| Ano  | Premiação           | Categoria                                        | Trabalho indicado | Resultado |
| ---- | ------------------- | ------------------------------------------------ | ----------------- | --------- |
| 2000 | Young Artist Awards | Melhor Performance em Série de TV - Elenco Jovem | Little Men        | Indicada  |